# 德里安庫爾角
64°12′S 62°31′W / 64.200°S 62.517°W
德里安庫爾角（英語：Driencourt Point）是南極洲的海岬，位於帕默群島的布拉班特島西部，處於克勞德角東南面11公里，由讓-巴蒂斯特·夏古率領的法國探險隊繪入地圖和命名。